# Römerswil
Römerswil är en ort och kommun i distriktet Hochdorf i kantonen Luzern, Schweiz. Kommunen har 1 789 invånare (2023).
I kommunen finns även ortsdelarna Nunwil, Huwil och Niffel. Längst norrut i kommunen ligger Herlisberg som var en egen kommun till och med 2004.